# فردریک پسی
فردریک پسی (زادهٔ ۲۰ مهٔ ۱۸۲۲ – درگذشتهٔ ۱۲ ژوئنِ ۱۹۱۲) اقتصاددان فرانسوی بود که به همراه آنری دونان، توانست برندهٔ نخستین جایزهٔ صلح نوبل در سال ۱۹۰۱ بشود. او پدر پل پسی، زبان‌شناس بزرگ فرانسوی بود.

## زندگی
فلیکس پسی در پاریس متولّد شد، یک جنگجوی واترلو بود، ماری لوئیس پولین سالرن، عموی پسسی، هیپولیت پاری، وزرای کابینه لوئیس فیلیپ و لوئیس ناپلئون بودند. پسی فارغ‌التحصیل حقوق بود و برای مدت کوتاهی تا قبل از اینکه حسابدار شورای دولتی (Conseil de Droit) بشود از سال ۱۸۴۶ تا ۱۸۴۹ مشغول به تحصیل بود. با این حال، با رهنمود عمویش، او این پست را ترک کرد و به تحصیل در رشته اقتصاد بازگشت. او یک جمهوریخواه بود، پس از کودتای لوئیس ناپلئون از سیاست کناره‌گیری کرد و با عدم پذیرش امپراتوری دوم، وارد هیچ سمت دولتی نشد. پسی در سال ۱۸۵۷ یک اقتصاددان حرفه‌ای شد و در سال ۱۸۶۰ در پاریس و در استانهای فرانسه اقتصاد تدریس می‌کرد.